# Фрейре, Оскар
О́скар Фре́йре (исп. Oscar Freire Gomez; UCI код: ESP19760215; род. 15 февраля 1976, Торрелавега, Испания) — испанский профессиональный шоссейный велогонщик. Фрейре является одним из лучших спринтеров современности. В 2008 году стал обладателем зелёной майки Тур де Франс. Победитель 11 этапов на Тур де Франс и Вуэльта Испании. Трёхкратный чемпион мира. В 2012 году выступал за российскую команду Team Katusha, по окончании сезона завершил спортивную карьеру.